# 南米里茨
南米里茨（德語：Südmüritz）是德国梅克伦堡-前波美拉尼亚州的市镇，隶属于梅克伦堡湖区县，总面积为68.61平方千米，截至2020年总人口为892人。